# Rick Porcello
Frederick Alfred Porcello III, detto Rick (Morristown, 27 dicembre 1988), è un giocatore di baseball statunitense.

## Biografia
Suo nonno materno Sam Dente, ha militato nella MLB dal 1947 al 1955.

## Carriera

### Detroit Tigers
Porcello fu selezionato al primo turno come 27 scelta assoluta dai Detroit Tigers, durante il draft 2007.
Debuttò nella MLB il 9 aprile 2009, al Rogers Centre di Toronto in Canada, contro i Toronto Blue Jays. Nella sua prima stagione ebbe un record di 14 vittorie e 9 sconfitte, finendo al terzo posto nel premio di rookie dell'anno dell'American League. L'anno successivo ebbe un'annata negativa, venendo rispedito nel sistema delle minor league dei Tigers per un certo periodo. Nel 2011 tornò nella rotazione titolare della squadra, terminando con un record di 14-9 nella stagione regolare e disputando due gare nei playoff (due come titolare) con un bilancio di 0-1. Rimase coi Tigers fino alla stagione 2014, anno in cui terminò fino a quel momento con la sua migliore media PGL (ERA) di 3.43.

### Boston Red Sox
L'11 dicembre 2014, i Tigers scambiarono Porcello coi Boston Red Sox per Yoenis Céspedes, Alex Wilson e Gabe Speier. Il 6 aprile 2015, Porcello e i Red Sox si accordarono per un  contratto quadriennale del valore di 82.5 milioni di dollari. Nella prima stagione con la nuova squadra ebbe un'annata negativa, con un record di 9-15 e pareggiando il peggior ERA in carriera con 4.92. Porcello si riprese nel 2016: il 9 settembre divenne il primo giocatore della MLB a raggiungere le 20 vittorie quell'anno e finì guidando la AL con 22 vittorie e sole 4 sconfitte. Quell'anno ebbe i migliori risultati in carriera in quasi tutte le categorie statistiche: inning lanciati (223), strikeout (189), ERA (3.15) e WHIP (1.01). Il 7 novembre vinse il Cy Young Award in maniera unica: divenne infatti il primo lanciatore della storia dell'American League a vincere il premio malgrado il non avere ricevuto il maggior numero di voti per il primo posto. Justin Verlander ricevette 14 voti per il primo posto contro gli 8 di Porcello, ma quest'ultimo ricevette il maggior numero di voti per il secondo posto aggiudicandosi il premio.
Il 16 dicembre 2019, Porcello firmò un contratto per la stagione 2020 con i New York Mets. Divenne free agent a fine stagione.

## Palmarès

### Club
- World Series: 1

Boston Red Sox: 2018

### Individuale
- Cy Young Award: 1

2016
- Comeback Player of the Year dell'American League: 1

2016
- Leader dell'American League in vittorie: 1

2016